# Хоріоідеа

1 — Склера. 2 — Судинна оболонка. 3 — Шлеммів канал. 4 — Корінь райдужки. 5 — Рогівка. 6 — Райдужка. 7 — Зіниця. 8 — Передня камера ока. 9 — Задня камера ока. 10 — Війчасте тіло. 11 — Кришталик. 12 — Скловидне тіло. 13 — Сітківка. 14 — Зоровий нерв. 15 — Зонулярні волокна.

Хоріоідеа або власне судинна оболонка ока, хоріоідея (лат. choroidea, синонім — хороїд) — це найбільша частина середньої (судинної) оболонки ока, розташована між склерою і сітківкою в задній половині очного яблука.

## Будова

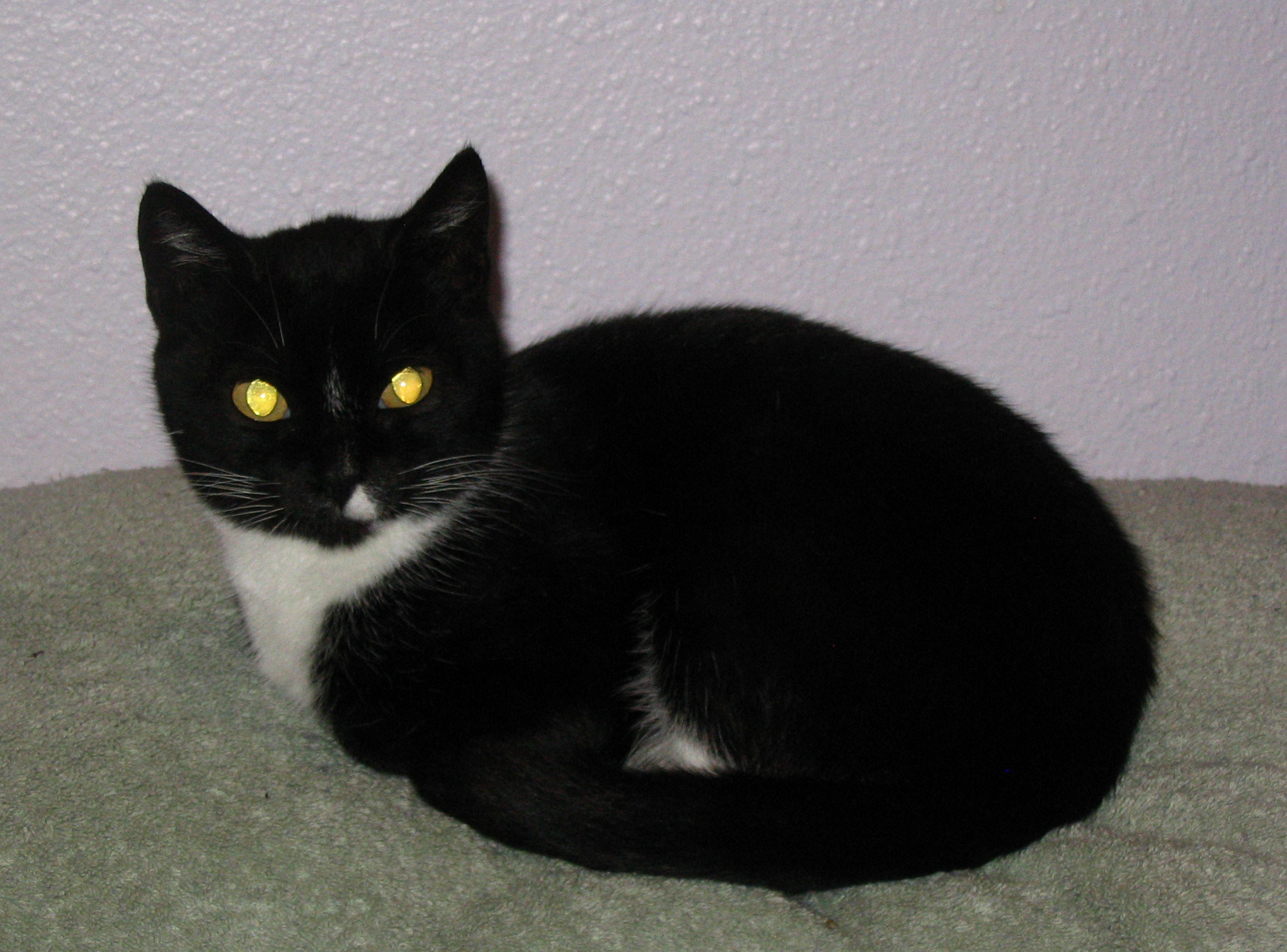
Світіння котячих очей в темряві обумовлене тапетумом

Власне судинна оболонка складається з таких шарів:
- Надсудинна пластинка (lamina suprachorioidea) — зовнішній шар утворений з еластичної сполучної тканини і пігментованих клітин сполучної тканини.

- Судинна пластинка (lamina vasculosa) — містить велику кількість артерій і вен, і, як і попередній шар, еластичну сполучну тканину і пігментовані клітини.

- Тапетум (лат. tapetum lucidum — світний килимок) — особливий шар хоріодеї притаманний, однак, не всім ссавцям. Зокрема, у людей, свиней і кроликів цей шар відсутній. Тапетум являє собою бідну на пігмент ділянку, що локалізується найчастіше в нижній частині ока. Цей шар складається або зі сплющених клітин (напр. у хижаків), частково з вмістом кристалів гуаніну (напр. у собак) або волокон сполучної тканини, що впорядковані спеціальним чином (напр. у коней, жуйних). Ці клітини і волокна спричиняють дифракцію і відбивання світла виконуючи роль «дзеркала» і направляють світло повторно на сітківку. Це призводить до покращення сутінкового зору. Тапетум має велике значення для тих видів тварин, які активні в сутінках. Тапетум обумовлює і характерне світіння очей тварини в темряві при попаданні на нього невеликої кількості світла.

- Судинно-капілярна пластинка (lamina choroidocapillaris) — містить тонку капілярну сітку, яка забезпечує живлення зовнішніх шарів сітківки.

- Базальна мембрана (мембрана Бруха, lamina basalis) — безпосередньо прилягає до пігментного шару сітківки і утворює з нею з'єднання. Товщина 2—4 мкм.

## Захворювання
Запалення власне судинної оболонки називається хоріоїдит.

Порушення будови та функціональності судин хороїду — хоріосклероз